# Сеидабад (Альборз)
Сеидабад (перс.  سعیدآباد ‎) — село на севере Ирана, в остане Альборз. Входит в состав шахрестана Саводжболаг. Является частью дехестана (сельского округа) Сеидабад Центрального бахша.

## География
Село находится в центральной части Альборза, к югу от хребта Эльбурс, на расстоянии приблизительно 16 километров к западу-северо-западу (WNW) от Кереджа, административного центра провинции. Абсолютная высота — 1276 метров над уровнем моря.

## Население
По данным переписи 2006 года население села составляло 2175 человек (1111 мужчин и 1064 женщины). В Сеидабаде насчитывалось 537 семей. Уровень грамотности населения составлял 71,45 %. Уровень грамотности среди мужчин составлял 73,45 %, среди женщин — 69,36 %.